# 21547 Коттапаллі
21547 Коттапаллі (21547 Kottapalli) — астероїд головного поясу, відкритий 17 серпня 1998 року.
Тіссеранів параметр щодо Юпітера — 3,189.